# Prjaža
Prjaža (in russo Пряжа?; in careliano: Priäžä, Priäžy; in finlandese: Prääsä) è un insediamento di tipo urbano della Russia, situato nella Repubblica di Carelia. Appartiene al rajon Prjažinskij del quale è il centro amministrativo. Si trova 49 km a ovest di Petrozavodsk lungo la strada europea E105 (R21 «Kola»).